# Caligo
Caligo is een geslacht van vlinders uit de familie van de Nymphalidae.

## Soorten
- Caligo arisbe Hübner, [1822]
- Caligo atreus (Kollar, 1850)
- Caligo bellerophon Stichel, 1903
- Caligo beltrao (Illiger, 1801)
- Caligo brasiliensis (C. Felder, 1862)
- Caligo euphorbus (C. & R. Felder, 1862)
- Caligo eurilochus (Cramer, [1775])
- Caligo idomeneus (Linnaeus, 1758)
- Caligo illioneus (Cramer, [1775])
- Caligo martia (Godart, [1824])
- Caligo memnon (C. & R. Felder, [1867])
- Caligo oberthurii (Deyrolle, 1872)
- Caligo oedipus Stichel, 1903
- Caligo oileus C. & R. Felder, 1861
- Caligo placidianus Staudinger, 1887
- Caligo prometheus (Kollar, 1850)
- Caligo superba Staudinger & Schatz, 1887
- Caligo suzanna (Deyrolle, 1872)
- Caligo telamonius (C. & R. Felder, 1862)
- Caligo teucer (Linnaeus, 1758)
- Caligo uranus Herrich-Schäffer, 1850
- Caligo zeuxippus Druce, 1902